# Orthoprosopa
Orthoprosopa là một chi ruồi trong họ Syrphidae.